# Polynormande 2014
De 35e editie van de wielerwedstrijd Polynormande werd gehouden op 3 augustus 2014. De wedstrijd startte in Avranches en eindigde in Saint-Martin-de-Landelles. De wedstrijd maakte deel uit van de UCI Europe Tour 2014, in de categorie 1.1. In 2013 won de Portugees José Gonçalves. Deze editie werd gewonnen door de Belg Jan Ghyselinck.

## Deelnemende ploegen
| WorldTour        | ProContinentaal              | Continentaal            | Nationaal |
| ---------------- | ---------------------------- | ----------------------- | --------- |
| AG2R La Mondiale | Bretagne-Séché Environnement | BigMat-Auber 93         | Frankrijk |
| Europcar         | Cofidis                      | La Pomme Marseille      |           |
| FDJ.fr           | Topsport Vlaanderen-Baloise  | Roubaix Lille Métropole |           |
|                  | Wanty-Groupe Gobert          | Differdange-Losch       |           |
|                  |                              | Vino 4ever              |           |
|                  |                              | Wallonie-Bruxelles      |           |

## Uitslag
| Plaats  | Naam               | Ploeg                        | Tijd     |
| ------- | ------------------ | ---------------------------- | -------- |
| Winnaar | Jan Ghyselinck     | Wanty-Groupe Gobert          | 3u56'40" |
| 2       | Antoine Duchesne   | Europcar                     | + 8"     |
| 3       | Quentin Jauregui   | Roubaix Lille Métropole      | + 12"    |
| 4       | Yann Guyot         | Frankrijk                    | z.t.     |
| 5       | Sébastien Delfosse | Wallonie-Bruxelles           | z.t.     |
| 6       | Romain Hardy       | Cofidis                      | z.t.     |
| 7       | Stijn Steels       | Topsport Vlaanderen-Baloise  | z.t.     |
| 8       | Anthony Delaplace  | Bretagne-Séché Environnement | z.t.     |
| 9       | Stéphane Rossetto  | BigMat-Auber 93              | z.t.     |
| 10      | Arnaud Courteille  | FDJ.fr                       | z.t.     |
| 11      | Damien Gaudin      | AG2R La Mondiale             | + 25"    |
| 12      | Jean-Marc Bideau   | Bretagne-Séché Environnement | + 36"    |
| 13      | Jérôme Baugnies    | Wanty-Groupe Gobert          | + 1'50"  |
| 14      | Laurens De Vreese  | Wanty-Groupe Gobert          | z.t.     |
| 15      | Samuel Dumoulin    | AG2R La Mondiale             | + 1'52"  |
| 16      | Julien Simon       | Cofidis                      | z.t.     |
| 17      | Sébastien Turgot   | AG2R La Mondiale             | z.t.     |
| 18      | Tom Van Asbroeck   | Topsport Vlaanderen-Baloise  | z.t.     |
| 19      | Steven Tronet      | BigMat-Auber 93              | z.t.     |
| 20      | Armindo Fonseca    | Bretagne-Séché Environnement | z.t.     |
|         |                    |                              |          |
| 21      | Marco Minnaard     | Wanty-Groupe Gobert          | z.t.     |

## UCI Europe Tour
In deze Polynormande waren punten te verdienen voor de ranking in de UCI Europe Tour 2014. Enkel renners die uitkwamen voor een (pro-)continentale ploeg, maakten aanspraak om punten te verdienen.
| Positie | 1e | 2e | 3e | 4e | 5e | 6e | 7e | 8e | 9e | 10e | 11e | 12e |
| Punten  | 80 | 56 | 32 | 24 | 20 | 16 | 12 | 8  | 7  | 6   | 5   | 3   |

Etappewedstrijden

 Ster van Bessèges ·
 Ronde van de Middellandse Zee ·
 Ruta del Sol ·
 Ronde van de Algarve ·
 Ronde van de Haut-Var ·
 Driedaagse van West-Vlaanderen ·
 Internationale Wielerweek ·
 Internationaal Wegcriterium ·
 Driedaagse van De Panne-Koksijde ·
 Ronde van de Sarthe ·
 Ronde van Trentino ·
 Ronde van Turkije ·
 Vierdaagse van Duinkerke ·
 Ronde van Azerbeidzjan ·
 Szlakiem Grodów Piastowskich ·
 Ronde van Castilië en León ·
 Ronde van Picardië ·
 Ronde van Noorwegen ·
 World Ports Classic ·
 Ronde van Beieren ·
 Ronde van België ·
 Tour des Fjords ·
 Ronde van Estland ·
 Ronde van Luxemburg ·
 Boucles de la Mayenne ·
 Ster ZLM Toer ·
 Ronde van Slovenië ·
 Route du Sud ·
 Ronde van Oostenrijk ·
 Sibiu Cycling Tour ·
 Ronde van Wallonië ·
 Ronde van Portugal ·
 Ronde van Denemarken ·
 Ronde van de Ain ·
 Ronde van Burgos ·
 Arctic Race of Norway ·
 Ronde van de Limousin ·
 Ronde van Poitou-Charentes ·
 Ronde van Groot-Brittannië ·
 Ronde van Gévaudan Languedoc-Roussillon ·
 Eurométropole Tour
Eendaagse wedstrijden

 GP La Marseillaise ·
 Grote Prijs van de Etruskische Kust ·
 Trofeo Palma ·
 Trofeo Ses Salines ·
 Trofeo Serra de Tramuntana ·
 Trofeo Platja de Muro ·
 Trofeo Laigueglia ·
 Ronde van Murcia ·
 Omloop Het Nieuwsblad ·
 Classic Sud Ardèche ·
 GP Lugano ·
 Clásica de Almería ·
 Kuurne-Brussel-Kuurne ·
 La Drôme Classic ·
 Le Samyn ·
 GP Città di Camaiore ·
 Strade Bianche ·
 Roma Maxima ·
 Ronde van Drenthe ·
 Dwars door Drenthe ·
 Nokere Koerse ·
 GP Nobili Rubinetterie ·
 Handzame Classic ·
 Classic Loire-Atlantique ·
 Grote Prijs van Cholet-Pays de Loire ·
 Dwars door Vlaanderen ·
 Route Adélie de Vitré ·
 Volta Limburg Classic ·
 Grote Prijs Miguel Indurain ·
 Ronde van La Rioja ·
 Scheldeprijs ·
 GP Cerami ·
 Klasika Primavera ·
 Parijs-Camembert ·
 Brabantse Pijl ·
 GP Denain ·
 Ronde van de Finistère ·
 Tro Bro Léon ·
 Ronde van Keulen ·
 La Roue Tourangelle ·
 Rund um den Finanzplatz Eschborn-Frankfurt ·
 Ronde van de Somme ·
 ProRace Berlin ·
 Grote Prijs van Plumelec ·
 Boucles de l'Aulne ·
 Ronde van Zeeland Seaports ·
 GP Kanton Aargau ·
 Ronde van Limburg ·
 Ronde van de Apennijnen ·
 Halle-Ingooigem ·
 Prueba Villafranca de Ordizia ·
 GP Industria & Artigianato-Larciano ·
 Ronde van Toscane ·
 Circuito de Getxo ·
 Polynormande ·
 RideLondon Classic ·
 GP Stad Zottegem ·
 Arnhem-Veenendaal Classic ·
 Châteauroux Classic de l'Indre ·
 Druivenkoers Overijse ·
 Brussels Cycling Classic ·
 GP Fourmies ·
 Ronde van de Doubs ·
 GP Jef Scherens ·
 Coppa Bernocchi ·
 GP van Wallonië ·
 Coppa Agostoni ·
 Ronde van de Drie Valleien ·
 Kampioenschap van Vlaanderen ·
 Grote Prijs Impanis-Van Petegem ·
 Memorial Marco Pantani ·
 GP Industria & Commercio di Prato ·
 GP van Isbergues ·
 Omloop van het Houtland ·
 Duo Normand ·
 Milaan-Turijn ·
 Ronde van het Münsterland ·
 Ronde van de Vendée ·
 Memorial Frank Vandenbroucke ·
 Coppa Sabatini ·
 Parijs-Bourges ·
 Ronde van Emilia ·
 Parijs-Tours ·
 GP Beghelli ·
 Nationale Sluitingsprijs ·
 Chrono des Nations